# Basilika Santa Maria (Portugalete)

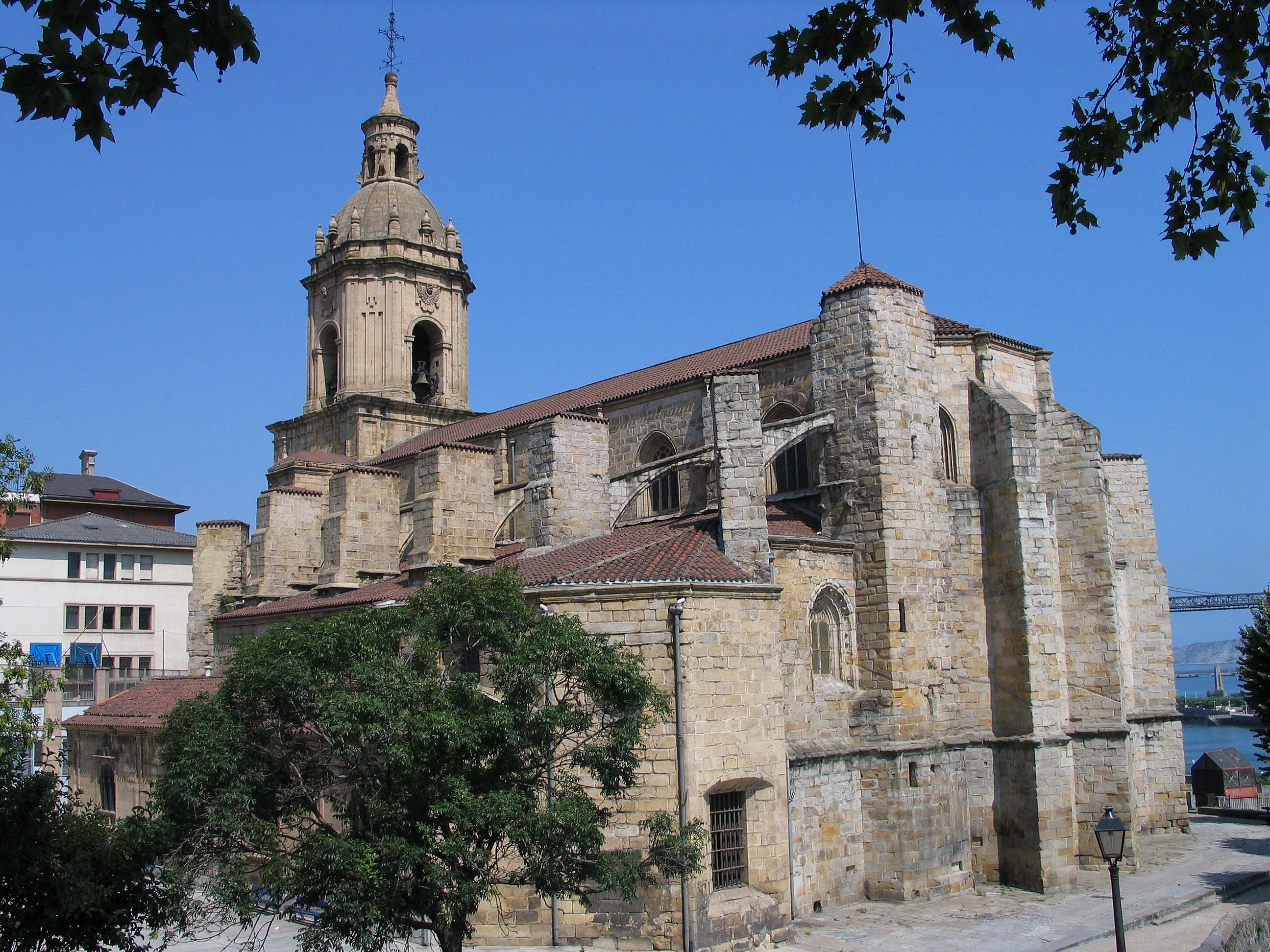
Basilika Santa Maria

Die Basilika Santa Maria (baskisch Nazareteko Andra Mari) ist eine römisch-katholische Kirche in Portugalete im spanischen Baskenland, Provinz Bizkaia. Die Pfarrkirche der Bistums Bilbao trägt den Titel einer Basilica minor. Die Kirche im gotischen Renaissance-Stil aus dem 15. und 16. Jahrhundert ist heute ein Nationaldenkmal. Der Bau des Turms begann 1691. Er wurde im letzten Carlistenkrieg (1874) zerstört und musst danach wieder neu erbaut werden.

## Geschichte

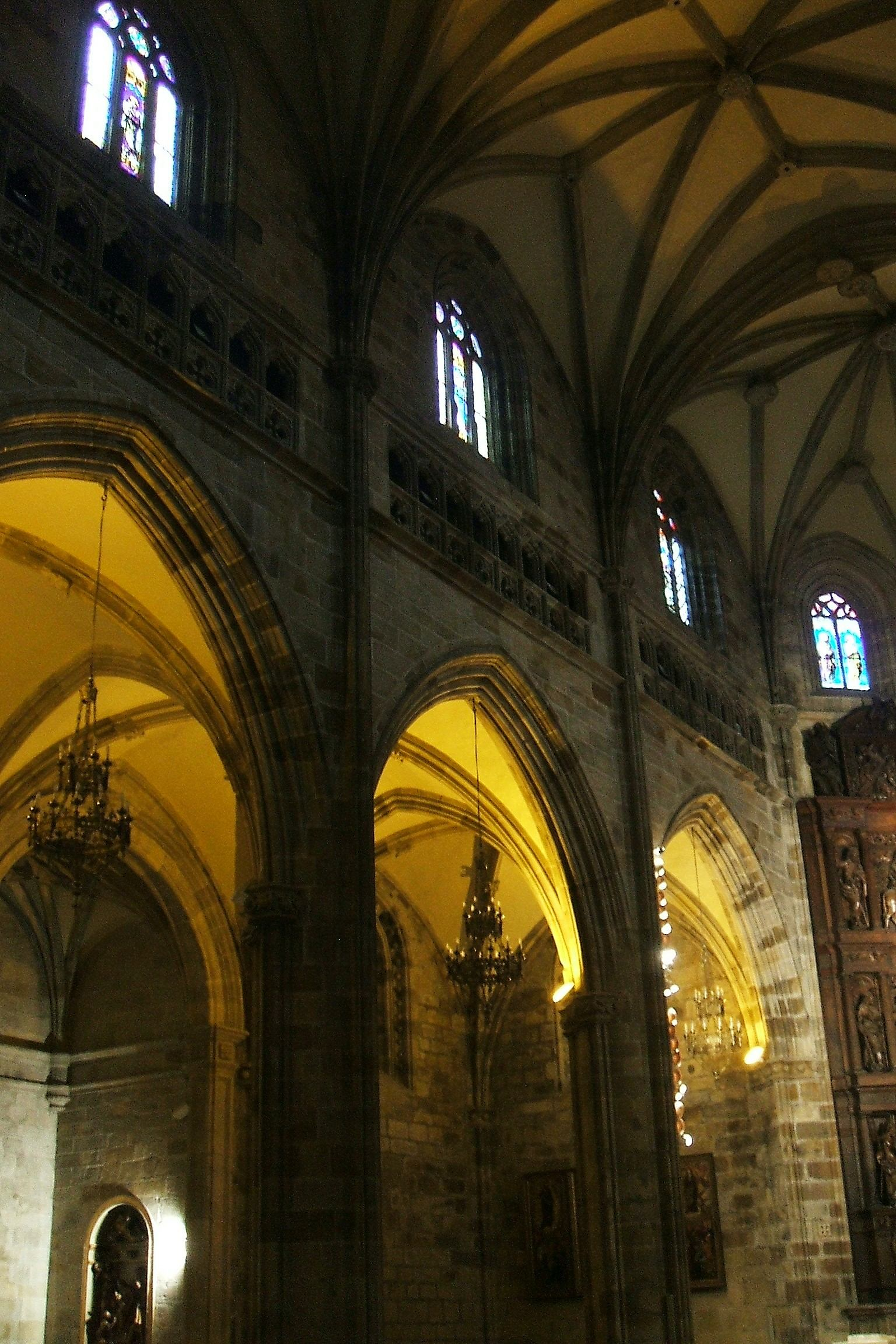
Innenraum

Die ursprüngliche Kirche mit ihren geringen Ausmaßen und dem Holzdach wurde auf Anweisung der Herrin von Biskaya, María Díaz de Haro 1322 errichtet. Diese erste gotische Kirche wurde jedoch für die durch den Handel wachsende Bevölkerung im 15. Jahrhundert zu klein. Der Bau der heutigen Kirche begann 1480 und sollte bis zur zweiten Hälfte des folgenden Jahrhunderts dauern. Ab 1530 war Juan de Garita der Baumeister, und es scheint, dass das Werk bis 1580 fertiggestellt wurde. Der Turm wurde zwischen 1691 und 1750 nach einem Entwurf des Guipuzcoaners Lucas Longa im Barockstil erbaut, und ab 1740 war Manuel Arróspide für den Glockenturm verantwortlich. Der gesamte obere Teil wurde während des letzten Karlistenkriegs 1873 bei einer Bombardierung zerstört und musste 1887 nach Planung von Casto de Zabala und Francisco Berriozabal wiederaufgebaut werden.
Am 27. Februar 1951 wurde der Kirche von Papst Pius XII. der Status einer Basilica minor verliehen. Im Jahr 1984 wurde Santa María als Bien de Interés Cultural denkmalgeschützt. Zwischen 1992 und 1994 wurde die Kirche einer vollständigen Restaurierung ihrer Architektur und Ausstattung unterzogen. Das Innere der Basilika erfuhr zahlreiche Veränderungen.

## Architektur
Der basilikale Grundriss des Gebäudes mit drei Kirchenschiffen und Apsis entspricht dem gotischen Renaissance-Stil. An das Langhaus mit fünf Jochen schließt sich ohne Querhaus der Chor mit umfasst drei Jochen und Fünfachtelschluss an. Das Kreuzrippengewölbe ruht auf Bündelpfeilern. Im Außenbereich zeigen sich an den Strebepfeilern zwei mittelalterliche Wasserspeier in Form von Gargouillen. Der Haupteingang liegt unter dem Kirchturm, der die Vorhalle überdacht. Das Hauptportal an der Westfassade und unter dem Turm ist ein proto-barockes Werk aus dem 17. Jahrhundert.

## Ausstattung

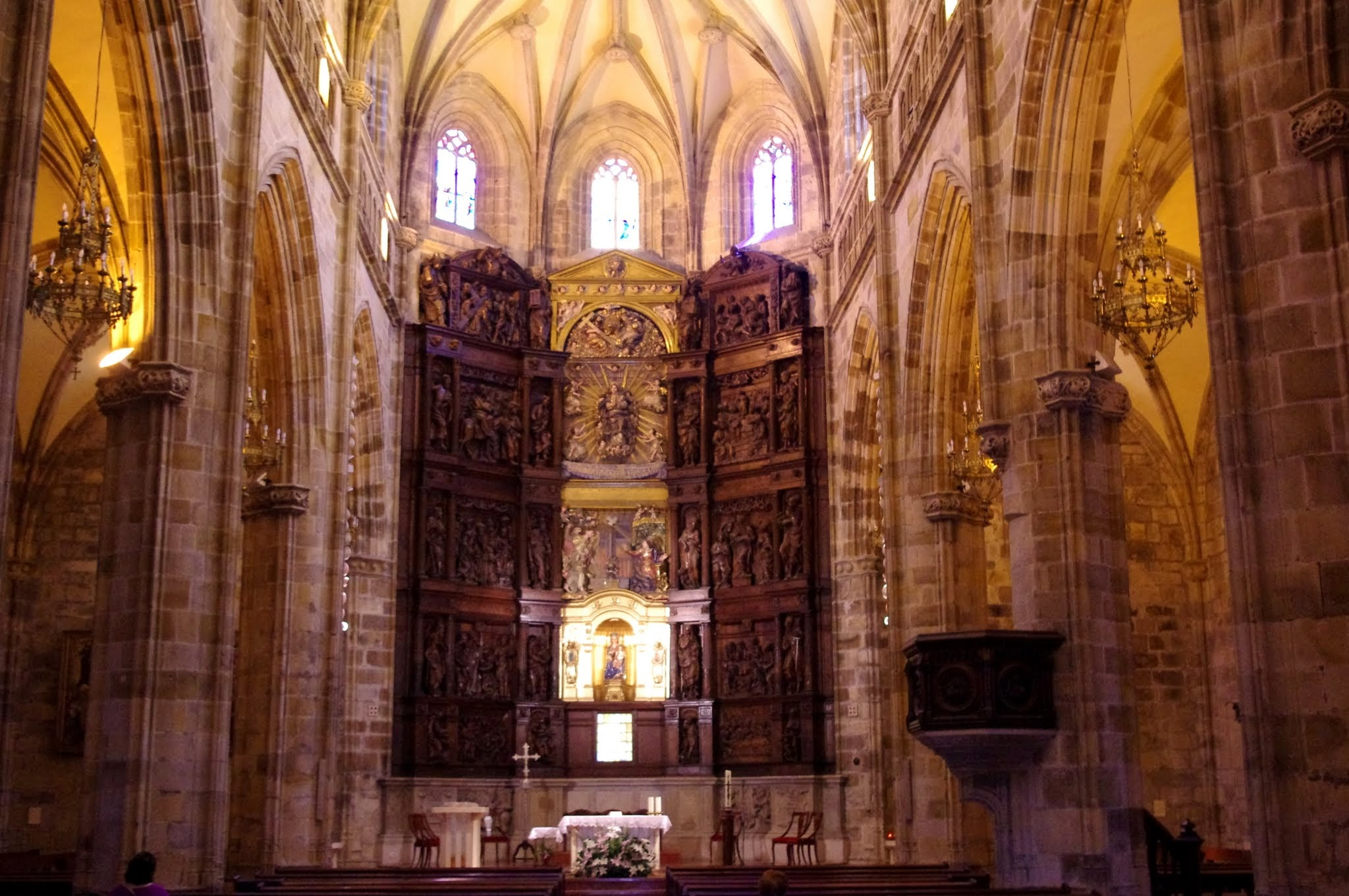
Altarraum

Der spätgotische Einfluss auf das Gebäude zeigt sich neben dem Gewölbe an einem ornamentalen Triforium entlang der Wände des Mittelschiffs, wie es in gotischen Kirchen der Region üblich ist. Die für die Bauzeit typischere Renaissancekunst hat ihre Spuren in der Eingangsöffnung im zweiten Abschnitt des Evangelienschiffs, bekannt als das Portal der Ribera, ein Werk des Steinmetzmeisters Juan de Garita, und in mehreren Seitenkapellen hinterlassen. Die herausragendsten Werke der Innenausstattung stammen ebenfalls aus der Renaissance.  Der Hochaltar ist eines der besten Beispiele für den baskischen Renaissance-Stil. Er wurde im 16. Jahrhundert von den Brüdern Beaugrant und Juan de Ayala geschaffen. Das mittlere Feld wird von einer gotischen Marienstatue aus dem 14. Jahrhundert dominiert, darüber befinden sich Darstellungen von Mariä Verkündigung, Mariä Himmelfahrt und der Dreifaltigkeit. Seitlich befinden sich die Kapelle der Unbefleckten Empfängnis, des Jakobus und des Antonius.